# شهرستان یونیانگ
شهرستان یونیانگ (به چینی: 云阳县، به پین‌یین: Yúnyáng Xiàn) یک شهرستان تابع شهر چونگ‌چینگ، در جمهوری خلق چین است. شهرستان یونیانگ ۳٬۶۳۴ کیلومتر مربع مساحت و ۹۱۲٬۹۰۰ نفر جمعیت دارد.
تا پیش از سال ۱۹۹۲ میلادی، شهرستان یونیانگ تابع ولایت وان‌شیان در استان سیچوان بود.
در دسامبر سال ۱۹۹۲، ولایت وان‌شیان به شهر در سطح ولایت وان‌شیان ارتقاء یافت. شهرستان یونیانگ تابع شهر وان (وان‌شیان) قرار گرفت.
در دسامبر ۱۹۹۷، «شهر در سطح ولایت وان‌شیان» منحل شد مناطق و شهرستان‌های تابع آن، منجمله شهرستان یونیانگ به شهر جدید التاسیس در سطح استان چونگ‌چینگ پیوستند.